# Fusuisaurus
Genre
Espèce
Fusuisaurus (signifiant « lézard de Fusui) est un genre fossile de titanosaure du Crétacé inférieur retrouvé en Chine. L'espèce-type, F. zhaoi, a été décrite par J. Mo et al. en 2006. Elle a été nommée en l'honneur du paléontologue Zhao Xijin.
Le genre est basé sur des fossiles retrouvés en 2001 dans la formation géologique Napai (en), au Guangxi. Ces derniers consistent en un ilium, un pubis et une partie de fémur gauches, des vertèbres caudales ainsi que la plupart des côtes dorsales.

## Taille
En 2016, Gregory S. Paul a donné une longueur de 22 mètres et un poids de 35 tonnes.
Ce sauropode était un très gros animal, car son humérus mesurait 183,5 cm de long (plus long que celui d'Argentinosaurus). Malgré cela, le poids de ce sauropode est estimé "seulement" à environ 35 tonnes.